# 니시오가와 신호소
니시오가와 신호소(일본어: 西小川信号所 にしおがわしんごうじょ[*])는 일본 도쿄도 고다이라시에 위치했던 세이부 철도 하이지마 선의 신호소였다. 지금의 오가와역과 히가시야마토 시 역 사이에 위치해 있었으며, 열차 교행이 주된 업무였다.

## 개요
하이지마 선 대부분이 복선화 공사가 완료되었으나 아직 오가와 역에서 무사시스나가와 역까지의 구간은 단선으로 운행하고 있었다. 그러다가 1987년에 이미 복선화 된 서쪽과 단선으로 운행하고 있던 동쪽 사이에 신호소를 설치하여 열차 교행을 원활하게 하였다. 1991년에 오가와 역에서 다마가와조스이 역 구간의 복선화가 완료되어 폐역되었다.

## 역사
- 1987년 3월 5일 : 단선 구간의 교행을 목적으로 사용 개시.
- 1991년 3월 29일 : 복선화로 인하여 사용 폐지.